# تری‌کلسیم آلومینات
تری‌کلسیم آلومینات (به انگلیسی: Tricalcium aluminate) با فرمول شیمیایی Ca۳Al۲O۶, or 3CaO·Al۲O۳ یک ترکیب شیمیایی است. که جرم مولی آن ۲۷۰٫۱۹۳ g/mol می‌باشد. 